# Kantongerecht Alkmaar
Het kantongerecht Alkmaar was van 1838 tot 2002 een van de kantongerechten in Nederland. Alkmaar was bij de oprichting het eerste kanton van het gelijknamige arrondissement. Het gerecht was lang gevestigd in het stadhuis. Pas in 1893 kreeg het een eigen gebouw samen met de rechtbank. Sinds 1993 zit het gerecht, nu als sector kanton, in het huidige gebouw.

## Kantonrechters en griffiers van het kantongerecht te Alkmaar in de periode 1838-1934 (wijziging rechterlijke organisatie)
| Ambtsperiode | Kantonrechter                                                         | Bijzonderheden                                                                                                 |
| ------------ | --------------------------------------------------------------------- | --- |
| 1838-1841    | Willem Schut (1760-1844)                                              | voorheen vrederechter te Alkmaar, eervol ontslagen                                                             |
| 1841-1871    | mr Joachim Eliza Nuhout van der Veen (1811-1871)                      | voorheen kantonrechter te Enkhuizen, overleden in functie                                                      |
| 1872-1880    | mr Johan Pieter Frans van der Mieden van Opmeer (1836-1915)           | voorheen kantonrechter te Zaandam, daarna kantonrechter te Middelburg                                          |
| 1881-1908    | mr Matthijs Büchner (1840-1923)                                       | voorheen kantonrechter te Den Helder, eervol ontslagen                                                         |
| 1908-1933    | mr Dirk Bastert (1860-1950)                                           | voorheen kantonrechter te Oud-Beijerland, eervol ontslagen                                                     |
| 1933-????    | mr Frederik Gerrit Gjalt Boerrigter (1889-1966)                       | voorheen kantonrechter te Emmen                                                                                |
| Ambtsperiode | Griffier                                                              | Bijzonderheden                                                                                                 |
| 1838-1846    | mr Theodorus Johannes Repelius (1781-1846)                            | voorheen griffier van het vredegerecht te Alkmaar, overleden in functie                                        |
| 1847-1854    | mr Willem Agathon Nicolaas Aberson (1820-1865)                        | voorheen advocaat te Amsterdam, daarna griffier bij het kantongerecht-III te Amsterdam                         |
| 1854-1876    | mr Matthijs Anthonie Kluppel (1826-1892)                              | voorheen advocaat te Alkmaar, daarna griffier bij de arrondissementsrechtbank te Alkmaar                       |
| 1876-1894    | mr Johan Paulus Balthazar van der Mandere (1844-1894)                 | voorheen griffier van het kantongerecht te Hillegersberg, overleden in functie                                 |
| 1894-1916    | jhr mr Martinus Eliza Johannes Jacobus van Lidth de Jeude (1853-1916) | voorheen griffier van het kantongerecht te Gorinchem, overleden in functie                                     |
| 1916-1922    | jhr mr Jan Margarethus van Asch van Wijck (1878-1950)                 | voorheen griffier van het kantongerecht te Doesburg, daarna griffier van de arrondissementsrechtbank te Zwolle |
| 1922-1948    | mr Alexander Sjoerd Hoogstra (1883-????)                              | voorheen griffier van het kantongerecht te Tholen, eervol ontslagen                                            |